# Europäischer Tag der Menschen mit Behinderungen
Der Europäische Tag der Menschen mit Behinderungen ist ein jährlicher Tag der Europäischen Union für Menschen mit Behinderungen in den Mitgliedstaaten, der jedes Jahr am 3. Dezember mit dem Internationalen Tag der Menschen mit Behinderungen zusammenfällt.

## Geschichte
Mit Beschluss vom 26. November 2009 verabschiedete der Rat der Europäischen Union das Übereinkommen über die Rechte von Menschen mit Behinderungen. Der Europäische Tag der Menschen mit Behinderungen fällt mit dem Internationalen Tag der Menschen mit Behinderungen zusammen. 
Im Jahr 2010 startete die Union eine europäische Strategie zum Thema Behinderung. Der Schwerpunkt der Strategie liegt auf acht strategischen Bereichen: Zugänglichkeit, Teilhabe, Gleichstellung, Beschäftigung, Aus- und Weiterbildung, sozialer Schutz, Gesundheit und Außenpolitik.
Seit 2011 wird jährlich anlässlich des Europatags der Europäische Preis für barrierefreie Städte verliehen.